# قبيلة زهران
قبيلة زهران  هي قبيلة أزدية عربية، ويتواجدون اليوم بالسعودية في عدة مدن، وموطنهم الأصلي منطقة الباحة.

## نسب وأولاد زهران
- هم بنو: زهران بن كعب بن الحارث بن كعب بن عبد الله بن مالك بن نصر بن الأزد بن الغوث بن نبت بن مالك بن زيد بن كهلان بن سبأ بن يشجب بن يعرب بن قحطان.[2][3][4]

واختلف النسابة في النسب بعد قحطان، وفي ذلك قال البلاذري: «اختلف الناس في قحطان. فقال بعضهم: قحطان هو يقطان المذكور في التوراة بعينه، إلا أن العرب أعربته فقالت قحطان. وقال آخرون: هو قحطان ابن هود عليه السلام بن عبد الله بن الخلود بن عاد بن عوص بن إرم بن سام ابن نوح، وهو غير يقطان». قال هشام الكلبي كان أبي محمد بن السائب الكلبي والشرقي بن القطامي يقولان: «قحطان بن الهميسع بن تيمن بن نبت بن قيذار - وهو قيدر - وكان قيدر صاحب إبل إسماعيل. واسمه مشتق من ذلك. وهو ابن إسماعيل عليه السلام بن إبراهيم». وقال صاحب الطبقات الكبير:«الأزد - واسمه درا - ابن الْغَوْثِ بْن نَبْتِ بْن مَالِكِ بْن زَيْد بْن كهلان بن سبأ - واسمه عامر - وسمي سبأ لأنه أوّل من سبى السبي. وكان يدعى عَبْد شمس من حسنه. ابن يشجب بْن يعرب. وهو المرعف. ابن يقطن، وهو قحطان. وإلى قحطان جماع اليمن. فَمَنْ نسبه إِلَى إِسْمَاعِيل بْن إِبْرَاهِيم ﷺ قَالَ قحطان بْن الهميسع بْن تيمن بْن نبت بْن إِسْمَاعِيل بْن إِبْرَاهِيم. هكذا كان ينسبه هِشَامُ بْنُ مُحَمَّدِ بْنِ السَّائِبِ الْكَلْبِيُّ عَنْ أَبِيهِ. ويذكر عن أَبِيهِ أنّه أدرك أَهْل النسب والعلم ينسبون قحطان إِلَى إِسْمَاعِيل بْن إِبْرَاهِيم». وقال المبرد:«قحطان عند أهل العلم، فهو ابن الهميسع بن تيمن بن نبت بن قيذار بن إسماعيل».
- لـزهران من الأولاد ستة هم:[1]

1. عبد الله.
2. نصر.
3. النمر.
4. مالك.
5. عبرة.
6. صقل.

فأما صقل والنمر فلم تشتهر ذريتاهما واشتهرت ذرية زهران من أبنائه: عبد الله ونصر ومالك وعبرة. ومن بطون قبيلة زهران القديمة: دوس والغطاريف والفراهيد والحدان والجهاضم والأشاقر والقسامل واليحمد.

## فروع قبيلة زهران المعاصرة
تنقسم قبيلة زهران حاليا إلى:
1. بنو أوس، ومنهم: بنو حسن، وبيضان، وبلخزمر، وكنانة (وهم غير قبيلة كنانة العدنانية)، وبنو عامر، والأحلاف.
2. بنو سليم (وهم غير قبيلة قبيلة بني سليم العدنانية) ومنهم: بالطفيل، بالمفضل، وبنو عطاء، وآل مقبل، وآل سهلة، وآل يحمد، وآل سعدي، وال سوادة، والمشاييخ.
3. بنو عمرو، ومنهم: الجبر، وآل سويدي، وبنو جندب، وبنو حرير، وبنو بشير، وبنو عدوان (وهم غير قبيلة عدوان العدنانية)، وقبيلة قريش وهم احلاف من بني مخزوم قبل إلاسلام وانضم إليهم الأشراف بعد الإسلام (الهاشميين).
4. دوس، ومنهم: بنو منهب، وآل عياش، وبنو علي، وبنو فهم (وهم غير قبيلة فهم العدنانية).
5. بنو عمر الأشاعيب، ومنهم: بنو عمر، وبنو عمر العلي، وبنو عمر أهل ناوان.
6. بنو مفرج: أبناء مفرج بن مالك بن زهران بن أزد. ويسكنون العراق.[11]

## من أعلام قبيلة زهران
- بخروش بن علاس، أمير زهران وقائداً من قادة الدولة السعودية الأولى.[12]

## بلاد زهران تقع في (منطقة الباحة)

موقع منطقة الباحة من المملكة العربية السعودية التي يوجد بها بلاد زهران

تسكن قبيلة زهران منطقة الباحة أصغر مناطق المملكة العربية السعودية وتقع بلاد زهران ضمن إقليمي:
- الحجاز  وهو المكان المرتفع بين إقليمي نجد وتهامة وتسمى سراة زهران.
- تهامة وهو المكان المنخفض والمتدرج الارتفاع بين الحجاز والبحر الأحمر وتسمى تهامة زهران.

### المواقع تاريخية
والواقع أن هناك عدة مواقع تاريخية في شمال منطقة الباحة، ربما مازالت مجهولة عن كثير من الناس وهي:
- 1 – معشوقة في بيدة
- 2 – أمّ الجنادل (فرشة السود) في منحل.
- 3 – نقبة حديّد (طلعة جبلٍ ذُبح فيها الخونة وهي بين المَعْدى وأم الجنادل).
- 4 – القبور المثمرة على ماء المعدي وكانت حوالي 40 قبراً في منحل. وربما هناك من يسأل .. لماذا نَقمَ عابدين بك من بخروش ومن محمد علي باشا؟ يجيب الشيخ محمد قائلاً :كان ذلك بسبب ما جرى من مذبحة في القاعدة الحربية التركية القريبة من بلدة الصور في بلاد بالحارث، واسمها (قاعدة عابدين) وسميت باسم الزعيم عابدين بك لشهرته وأدواره، حيث أغار عليها في ليلة سوداء القائد بخروش بن علاس, وقتل معظم جنودها بالسيوف والخناجر، وكانوا من الأرناؤوط الألبان، وهم في الواقع جماعة محمد علي باشا، الذي يعود أصله إلى ألبانيا، وقد كانت ألبانيا والبوسنة والهرسك وكثير من بلدان أوروبا الشرقية تحت حكم العثمانيين. والواقع أنه لم ينج من مذبحة قاعدة عابدين تلك إلا القليل، الذين فروا مذعورين إلى الطائف، ونتيجة لتلك الضربة المؤلمة على الأتراك من قبل بخروش كان غضب ونقمة الزعيم عابدين بك، الأمر الذي جعله يصمم على التخطيط لمعركة أم الجنادل انتقاماً من بخروش، لكنه وقع في شر أعماله فقد هُزم الجيش التركي كما أسلفنا، وأُصيب خلالها الزعيم عابدين نفسه اصابة بليغة مات على إثرها في مكة، وإن كان محمد علي باشا قد زعم أن موت عابدين كان بسبب الكوليرا.

### الأعراف والتقاليد
- العزير: هو غير التعزير ويطبق العزير في حق شخص ارتكب عملا مخالفا لنظام القبيلة في حالة اعتدائه على أحد بضرب أو شتم فانه يعزر وفي تكرار دخول غنمه في حمى الجماعة أو قطعت شيئا من الأخشاب المحمية كما يطبق العزير على نساء القبيلة في حالة المضاربة والشجار والشتم وأي عمل يخالف نظام القبيلة أو الجماعة والعزير أعلاه أن يذبح ثور أو بقرة وأدناه شاة أو مبلغ من المال يسلم لشيخ القبيلة أو عريفة الجماعة ويوضع عنده باسم الجماعة ويسمى الوضيع وتتجاوز القبيلة في الأشياء البسيطة.
- العلق أو المعدال: من المعلقات كأنه اسم مشتق منها والعلق من الأشياء الثمينة التي يفخر بها الإنسان مثل البندقية أو السيف أو الجنبية والخنجر ومثل هذه الأشياء تعلق دائما في صدر المجلس للفخر والتباهي بها أمام الناس فمن عادات هذه القبائل عندما يدعى إنسان على آخر مثلا يقول فلان شتمني أو شتم قبيلتي فيرد عليه الخصم بقوله هذا معدالي أو هذا علقي فيما خف أو ثقل ويضع العلق أو المعدال عند أعيان القبيلة أو القرية أو العريفة ثم تحضر الأطراف المعنية ويجرى التحقيق في الموضوع فان ثبتت دعواه فعلى المدعى علية القيام بالخاتمة وإذا لم تثبت دعواه وأخذ يمين المدعي علية فلا يلزمه شيء أما إذا اتضح أنه كاذب في دعواه فعلية خاتمة بنظر القبيلة.
- الخاتمة: إذا تحقق للقبيلة أو الجماعة أن أحد أفرادها أرتكب جرما بأن ضرب أو شتم أو أساء على أحد أفراد قبيلة أخرى أو جماعة أخرى تذهب القبيلة إلى القبيلة الأخرى فيستقبلونهم بالترحيب والتكريم ويقول شيخ القبيلة أو العريفة لمضيفيهم نحن معترفون بالخطأ وجئنا مختمين ومستعدين لما يلزم فيجيب الطرف الآخر بالترحيب ويقول مادام وصلتم فوق فرشنا فنحن مسامحين لكم ثم تتبادل الضيفة والفادة والكرم بين القبيلتين وهكذا تكون المودة والمحبة بين الجيران وأبناء العم.
- المباركة: هو مبلغ من المال تدفعه الجماعة لجماعة أخرى بمناسبة زواج أحد أفرادها من أحد بنات تلك القبيلة القرية أو الجماعة الواحدة وبهذه المناسبة تقول الوفود جئناكم محيين ومسلمين ومباركين في زواج فلان وهذا المبلغ نقدمه لكم معروف أو مباركة من الجماعة وهكذا فيقابلهم جماعة المتزوج بالرحيب والتكريم.
- النيبة: أو الخطة هي مقررة على المزارعين وملاك الأراضي الزراعية وكل ما زادت ملكية الأراضي عند أحد أفراد القبيلة زادت علية النيبة وتأخذ هذه النيبة أو الخطة دورتها بين الملاك فعندما يأتي ضيوف عند الجماعة يتساءل الجماعة عند من هي النيبة؟ فيقال عند فلان فيكلف بذبح شاة أو شاتين على حسب المقرر علية وتقدم للضيوف باسم الجماعة.
- الوضيع: هو عبارة عن مبالغ من المال تجمع من تبرعات الجماعة أو القبيلة ومن مبيعاتها الفائضة من مدخول الجماعة وتوضع عند شيخ القبيلة أو عريفة الجماعة ويؤخذ من الوضيع عند احتياج الجماعة.
- الفرقة: هي نوع من التكافل الاجتماعي بين القبيلة أو الجماعة وتكون الفرقة عند الجماعة في حالة الكوارث والنكبات والمناسبات الكبيرة فالجماعة عند حدوث كارثة أو مناسبة كبيرة لا يكفي الوضيع لسدادها تجمع القبيلة مبلغ لسداد المبلغ المقرر على القبيلة أو الجماعة وهذا يسمى الفرقة.
- الغرم: نوع من المساعدات يقدمه الجماعة لأحد أفرادها عندما يحصل علية حدث أما حريق أو يموت جمله أو ثورة بسبب من الأسباب فالجماعة يقدمون له مبلغا من المال ويقولون له الله يخلف عليك.
- الحمى: طبعا معروف وهو أن تقوم القبيلة أو الجماعة بفرض الحماية لجزء من ديارها وعندما يفرض الحمى يمتنع كل أفراد الجماعة من الرعي حول الحمى والذي تدخل غنمه الحمى عن طريق الخطأ ينذر وإذا تكرر ذلك يعزر أي يقرر عليه الجزاء وكذالك من يقطع شيئا من الخشب عليه جزاء حسب ما يقرره الجماعة.
- الطعمة: هي من الطعام من البر أو الشعير أو الذرة والدخن وغيرها من أنواع الطعام وتكون غالبا عند الحصاد يقدمها القريب لقريبة والصديق لصديقة والجار لجارة وتسمى الطعمة.
- الشكادة: هي أيضا من الطعام وتعطي الشكادة للمحتاجين عند حصاد الزرع ويذهب المحتاجون إلى المزارع عند الحصاد فيعطونهم من تلك المحاصيل ما تيسر وهذه يسمونها شكادة.
- الفريكة: هي من الزرع من البر أو الشعير عند انعقاده وبداية نضجه فيفرك ويؤكل وهذا ما يسمونه الفريكة.
- الوسية: هي المواساة عندما يحصل حذفه أو ضربة من أحد الجماعة على آخر من أفراد القبيلة أو جيرانها عن طريق الخطأ يقول جماعة الجاني لجماعة المجني عليه لكم علينا الوسية في مثل هذه الجناية.

## كتب عن زهران
| الكتاب                                                                | المؤلف                       |
| الإبدال في لغات الازد دراسة صوتية في ضوء علم اللغة الحديث             | أحمد سعيد الغامدي            |
| أسواق زهران                                                           | سالم الزهراني                |
| بيت من زهران                                                          | قينان جمعان الزهراني         |
| التبيان في تاريخ انساب زهران                                          | علي محمد سدران               |
| دراسة شاملة عن قبيلة زهران                                            | قينان جمعان الزهراني         |
| الرئاسة في زهران في القرن الثالث عشر والرابع عشر                      | إبراهيم الزيد                |
| زهران بين الماضى والحاضر                                              | محمد مسفر الزهراني           |
| زهران في الجاهلية الإسلام العهد الحديث دراسة تاريخية جغرافية اجتماعية | محمد موسى الحسني الزهراني    |
| عقود الجمان في أمثال زهران                                            | عبد الله محمد الزهراني       |
| قبيلة من زهران                                                        | قينان جمعان الزهراني         |
| النبات في جبال السراة والحجاز                                         | أحمد سعيد الغامدي            |
| ألحان من غامد وزهران                                                  | صالح الغامدي                 |
| ألوان من تراث غامد وزهران                                             | أحمد سالم عثمان الغامدي      |
| الجامع من تاريخ غامد وزهران في العصر الحديث                           | إبراهيم محمد الزيد           |
| الحكم العثماني لبلاد غامد وزهران                                      | عمر شنان المروعي             |
| غامد وزهران السكان والمكان                                            | علي صالح السلوك              |
| غامد وزهران وانتشار الأزد في البلاد                                   | إبراهيم الحسيل               |
| القصائد الحسان من شعراء غامد وزهران                                   | علي محمد سدران               |
| كنوز غامد وزهران العمرانية                                            | سعيد إبراهيم الحسيل          |
| المعجم الجغرافي لبلاد غامد وزهران                                     | علي صالح السلوك              |
| معجم رواة الحديث الأماجد من علماء زهران وغامد                         | عبد العزيز عبد الله الزهراني |
| البيان في لسان زهران                                                  | أ. علي محمد سدران            |
| موقف غامد وزهران من الحملة التركية                                    | صالح عون الغامدي             |